# Slovenska demokratska stranka
Slovenska demokratska stranka (kratica SDS) je slovenska parlamentarna politična stranka, ki se uvršča na politično desnico. Kot ključne programske cilje stranka navaja demokracijo, spoštovanje človekovih pravic, gospodarsko učinkovitost, ekonomsko svobodo in solidarnost.
Trenutni predsednik stranke je Janez Janša, ki je bil že sedemnajstleten član Zveze komunistov. Na evropski preprogi je stranka članica Evropske ljudske stranke, mednarodno pa Mednarodne demokratske unije.
Stranka je pod vodstvom Janeza Janše trikrat vodila slovensko vlado; osmo, deseto in štirinajsto. Zadnjih dvajset let velja za eno največjih slovenskih političnih strank z okoli 23.000 člani (2018).
Na predsedniških volitvah 2022 je s podporo stranke kandidiral Anže Logar in v drugem krogu prejel nekaj več kot 414 tisoč glasov, kar je bil najboljši rezultat slovenske desnice na predsedniških volitvah.

## Zgodovina

### Nastanek
Slovenska demokratska stranka je naslednica Socialdemokratske zveze Slovenije in Slovenske demokratične zveze, najpomembnejših političnih strank Demokratične opozicije Slovenije (koalicije DEMOS), ki je na prvih povojnih demokratičnih volitvah v Sloveniji aprila 1990 premagala bivšo Zvezo Komunistov Slovenije ter izvedla demokratizacijo in osamosvojitev Slovenije od SFR Jugoslavije.
Socialdemokratska zveza Slovenije se je razvila iz neodvisnega protikomunističnega sindikalističnega gibanja v poznih 1980. letih. Njen prvi predsednik je bil sindikalni voditelj France Tomšič, ki je decembra 1987 po vzoru poljskega sindikalističnega gibanja Solidarność organiziral zgodovinsko prelomno delavsko stavko v komunistični Sloveniji; stavka je privedla do ustanovitve neodvisnega sindikata Neodvisnost in februarja 1989 do ustanovitve stranke. Tomšiča je po njegovem odstopu novembra istega leta zamenjal sociolog, dr. Jože Pučnik, nekdanji disident, ki je v 60. letih iz političnih razlogov, predvsem zaradi nenehnega preganjanja oblasti, emigriral v ZR Nemčijo. Pod Pučnikovim vodstvom se je Socialdemokratska zveza Slovenije, kmalu preimenovana v Socialdemokratsko stranko Slovenije, razvila v zmerno socialdemokratsko stranko, ki se je zavzemala za socialno tržno gospodarstvo in socialno državo po skandinavskem, nemškem in avstrijskem modelu.
Slovenska demokratična zveza je po drugi strani nastala leta 1989 kot opozicija Zvezi komunistov Slovenije; zavzemala se je predvsem za vzpostavitev pravnega varstva, spoštovanje človekovih pravic, pravic manjšin in temeljnih političnih svoboščin ter za evro-atlantsko povezovanje Slovenije (vključitev v Evropsko unijo in NATO). SDZ je delovala kot raznovrstna, a nekoliko razčlenjena koalicija več skupin z neskladnimi liberalnimi, socialno-liberalnimi in nacionalističnimi političnimi cilji.
Leta 1992 je SDZ zaradi sporov med vodstvom in člani razpadla na socialno-liberalno Demokratsko stranko Slovenije in konzervativno Narodno demokratsko stranko (NDS). Nekateri člani so prestopili v Pučnikovo Socialdemokratsko stranko. Ta je na državnozborskih volitvah leta 1992 s 3,3 odstotka glasov komaj prestopila parlamentarni prag in vstopila v koalicijo z zmagovito LDS. NDS se je leta 1995 pridružila SDSS, ki je tako postala ena od pravnih naslednic SDZ.
Leta 1993 je vodja stranke postal Janez Janša, medtem ko se je Jože Pučnik upokojil in do smrti leta 2003 ostal njen častni predsednik. Marca 1994 je predsednik vlade dr. Janez Drnovšek zaradi afere Depala vas (v kateri je vojaško osebje aretiralo policijskega sodelavca v civilni opravi) razrešil Janšo s položaja ministra za obrambo. Leta 2003 je tednik Mladina objavil članek, v katerem navaja, da je tedanja specialna brigada MORiS leta 1994 izvajala vojaške vaje z namenom priprave čete na izvedbo vojaškega državnega udara. Sočasno so policijske sile na skrivaj pripravljale načrt za zavarovanje države in preprečitev vojaškega prevzema oblasti. Na tiskovni konferenci malo pred objavo članka je Janša navajal dokumente, ki so vsebovali načrt za zavarovanje državnih organov s strani policijskih sil, kot dokaz, da je bil dejansko načrtovan policijski udar proti njegovemu ministrstvu. V intervjuju za Delo leta 1999 je Janša dogajanje leta 1994 komentiral: "V svojih rokah sem imel veliko moči. /.../ In leta 1994, ko so me odstavljali, je bilo mnogo predlogov, naj na to odstavitev ne pristanemo. Jaz bi to lahko naredil. Pa nisem."
Stranka je soglasno podprla svojega novega vodjo in izstopila iz koalicije v opozicijo, kjer je ostala naslednjih deset let (izvzemši nekaj mesecev v letu 2000, ko je bila del koalicije kratkožive 5. slovenske vlade pod vodstvom Andreja Bajuka). V tem času je stranka pridobila na priljubljenosti med, po besedah nekdanjega podpornika Petra Jambreka, "frustriranimi nižjimi sloji".

### Pozicioniranje na politično desnico
Po letu 2000 je stranka postala del Evropske ljudske stranke (EPP), prevzela liberalno gospodarsko politiko in kasneje, tekom finančne krize v poznih 2000. letih, podpirala politiko varčevalnih ukrepov, ohranila pa je natovsko in proameriško zunanjo politiko. Ideološki premik v desno se je izrazil tudi s preimenovanjem iz Socialdemokratske stranke v Slovensko demokratsko stranko leta 2003. Stranka je ohranila proevropsko naravnost. 
Populistična, nacionalistična retorika stranke je vzbudila pozornost tudi med političnimi opazovalci. Poleg tega je stranko brezpogojno podprla tudi slovenska katoliška cerkev, ne glede na to, da SDS uradno ni veljala za krščansko stranko.

### Prva Janševa vlada (2004–2008)
3. oktobra 2004 je SDS zmagala na državnozborskih volitvah z 29 % glasov in osvojila 29 od 88 sedežev. V novonastali vladi so koalicijo sestavljale Nova Slovenija (NSi), Slovenska ljudska stranka (SLS) in Demokratična stranka upokojencev Slovenije (DeSUS), ki so skupaj obsegale 49 od 90 sedežev v državnem zboru.
Vlada pod vodstvom SDS je sprejela več poslovno prijaznih ukrepov, začela regionalizacijo države s prenosom dela moči lokalnim upravam in, da bi zadovoljila koalicijsko partnerico DeSUS, uvedla gospodarsko nevzdržne spremembe pokojninskega sistema.
SDS je bila s strani kritikov obtožena uklanjanja interesom slovenske rimskokatoliške cerkve v zameno za njeno politično podporo. Ne glede na to je cerkev ohranila kritičen pogled na nekatere od potez stranke, kot so podpora turizmu iger na srečo in raziskavam matičnih celic ter priznanje istospolnih partnerskih zvez.

#### Notranje zadeve
Prva Janševa vlada je vpeljala ukrepe za nadzor nad Slovensko obveščevalno-varnostno agencijo in za omejitev njenih pristojnosti. Opozicija in nekateri mediji so te ukrepe ostro obsodili kot poskus diskreditacije agencije in metanje slabe luči na politiko predhodnih vlad.

#### Kršitve svobode tiska
Vlada je bila deležna številnih obtožb, da posega v neodvisnost tiska. Kritike so navajale politiziranje neodvisnega tiska z nastavitvijo političnih zaveznikov na vodilne položaje pri državni Slovenski tiskovni agenciji, časopisu Delo, regionalnem časopisu Primorske novice in Radioteleviziji Slovenija. Prav tako so državna podjetja prenehala oglaševati v časopisu Dnevnik in reviji Mladina, ki sta kritično poročala o vladi. S spremembo zakonov o upravi javne radiotelevizijske organizacije RTV Slovenija je vlada omogočila povečanje političnega nadzora nad njenim uredniškim in direktorskim odborom, tako da je povečala število članov, izbranih s strani države. Zakon je bil izzvan z referendumom, na katerem je bil ob 30,7-odstotni volilni udeležbi sprejet s tesno večino, po domnevah nekaterih tudi po zaslugi sočasnih obljub o nižjem obveznem prispevku. Leta 2007 je preko 500 novinarjev sprožilo peticijo proti političnim pritiskom na medije. Medtem ko je peticija kratenja politične svobode posebej obtoževala premierja Janšo, je bila usmerjena proti kakršnemukoli poseganju v svobodo tiska s strani katerekoli vlade, političnega akterja ali lastnikov medijskih podjetij. Peticijo je podprl tudi Mednarodni novinarski inštitut (IPI), ki je pozval vlado k oblikovanju neodvisnega organa za preiskavo obtožb o pritisku na medije.
SDS je obtožbe o nepravilnostih zanikala, pri čemer je izjavila, da so medije pravzaprav nadzirale levičarske opozicijske skupine.

#### Gospodarstvo in finance
Čas prve Janševe vlade je zaznamovalo obdobje hitre gospodarske rasti. BDP je med letoma 2004 in 2006 zrasel za skoraj 5 % in leta 2007 dosegel skoraj 7-odstotno rast, s čimer je Slovenija tega leta bila najhitreje rastoča članica evrskega območja. A gospodarska rast je bila v veliki meri pogojevana na zasebnem zadolževanju (zlasti korporativnem zadolževanju). Vlada poleg tega v obdobju hitre rasti ni sprejela primernih strukturnih reform ali ustvarjala proračunskih presežkov. Namesto tega je proračunske prihodke namenila za populistične ekonomske ukrepe, ki so zaobjemali tako zmanjševanje davčnega bremena kot državno trošenje za popularne programe, s čimer je napravila državo posebej dovzetno za prihajajočo gospodarsko krizo.
Andrej Bajuk, minister za finance v času prve Janševe vlade, je ob koncu svojega mandata kot največje dosežke svojega ministrovanja navedel sprejetje obsežne davčne reforme, ki je vključevala znižanje davkov tako za pravne kot fizične osebe (vključno z znižanjem obdavčitve kapitalskih dobičkov in odpravo davka na izplačane plače), znižanje progresivnosti dohodninske lestvice, zvišanje splošne olajšave ter poenostavitev davčnega zakonika, uvedbo evra, privatizacijo državne banke NKBM in znižanje javne porabe.

### Opozicija 2008–2011
Na državnozborskih volitvah 21. septembra 2008 je SDS tesno izgubila proti Socialnim demokratom, dotlej glavni opozicijski stranki. V državnem zboru je izgubila en sedež (28).
Po izvolitvi Boruta Pahorja za predsednika vlade je SDS oznanila, da bo ostala v opoziciji in oblikovala vlado v senci. Ta je nastala konec leta 2008 in je vključevala številne neodvisne poslance ter poslance drugih konzervativnih strank.
Na volitvah slovenskih poslancev v Evropski parlament leta 2009 je bila SDS najpriljubljenejša stranka, ki je prejela 26,7 odstotka glasov in osvojila dva od sedmih slovenskih sedežev evropskega parlamenta.
Leta 2009 je poslanec Franc Pukšič zapustil SDS in prestopil v SLS, s čimer se je število poslanskih sedežev SDS zmanjšalo na 27.

### Druga Janševa vlada (2012–2013)
Na predčasnih državnozborskih volitvah 4. decembra 2011 (potem ko je bila levosredinski Pahorjevi vladi izglasovana nezaupnica) je SDS prejela 26,19 % glasov, s čimer si je prislužila 26 mandatov v državnem zboru in osvojila drugo mesto ob zmagi Pozitivne Slovenije, nove levosredinske stranke pod vodstvom ljubljanskega župana Zorana Jankovića (28,5 % glasov in 28 mandatov). Ne glede na to je, potem ko Pozitivna Slovenija ni zmogla oblikovati koalicije s parlamentarno večino, SDS uspela sestaviti vlado skupaj z Državljansko listo, Novo Slovenijo, Slovensko ljudsko stranko in Demokratično stranko upokojencev Slovenije ter s skupaj 50 sedeži v državnem zboru. Nova vlada je pričela z delovanjem sredi gospodarske recesije, najhujše krize v zgodovini neodvisne Slovenije. Finančno stanje države se je ob tem še dodatno poslabšalo zaradi zniževanja bonitetnih ocen Slovenije s strani bonitetnih agencij zaradi političnih nemirov.
Koalicija, ki jo je vodila SDS, se je v poskusu zaustavitve gospodarskega nazadovanja lotila drastičnih gospodarskih in finančnih reform. Finančni minister Janez Šušteršič se je zavezal k pospešitvi privatizacije podjetij v državni lasti, znižanju javnih izdatkov in zmanjšanju proračunskega primanjkljaja. Janša je poleg tega obljubil davčno in regulativno razbremenitev, zmanjšanje primanjkljaja in dvig upokojitvene starosti. Koalicija je sprejela zakone, s katerimi je prenesla vsa državna podjetja v skupen državni holding za pospešitev privatizacije ter ustvarila slabo banko, da bi prevzela slaba posojila zadolženih državnih bank. Za okrepitev gospodarstva je nameravala znižati davke na dobiček in prihodek ter spremeniti ustavo z namenom zajezitve nadaljnjega zadolževanja. Sprejela je tudi vseobsegajoče in močno sporne varčevalne ukrepe (Zakon za uravnoteženje javnih financ oz. ZUJF) ter domnevno načrtovala nadaljnja zmanjšanja javne porabe. ZUJF je med drugim vključeval določbe za znižanje pokojnin (čemur je javnost najostreje nasprotovala), znižanje plač uslužbencem javnega sektorja, sredstev za izobraževanje, socialnih transferjev in ugodnosti. Osnutek zakona je sprožil splošno stavko v javnem sektorju, zakon pa se je soočil tudi z možnostjo referenduma.
Druga Janševa vlada se je izkazala za nemočno ob spopadanju z gospodarsko stisko, ki je zajela državo. Navkljub poskusom temeljitih reform so se gospodarske težave še stopnjevale, kar je privedlo do porasti brezposelnosti, upada življenjskega standarda in zasebne potrošnje ter rasti proračunskih primanjkljajev. Upad domačega povpraševanja in izvozov je privedel do recesije z dvojnim dnom. Kasnejša analiza dogajanja, objavljena v tedniku Mladina, je Janšo obtožila, da je oster padec v gospodarskih obetih Slovenije povzročil s svojim pretirano mrkim in dramatičnim prikazovanjem gospodarskih razmer v državi. Janša naj bi se tovrstnega pretiravanja posluževal iz popolnoma političnih razlogov; z namenom utrjevanja politične moči in kot pogajalsko strategijo pri pogajanjih s sindikati javnega sektorja. A tuji opazovalci naj bi pesimistične izjave predsednika vlade vzeli resno, kar naj bi privedlo do začaranega kroga; pesimistične izjave vodilnih Slovenskih politikov so tako pri tujih organizacijah in medijih povzročile še več strahu in obratno, kar naj bi posledično povzročilo padanje bonitetnih ocen in cenitev premoženja ter prekomerne odmerke finančne pomoči, izplačane s sredstvi, sposojenimi po pretiranih obrestnih merah.
Janez Janša se je prav tako že pred prevzemom položaja predsednika vlade soočal z obtožbami korupcije: bil je eden od vpletenih v afero Patria, pri čemer je bil obtožen prejemanja podkupnin ob razpisu nakupa oklepnikov leta 2006, ki naj bi jih želel uporabiti za financiranje volilne kampanje SDS.
Konec leta 2012 so se v Mariboru začeli vrstiti protesti proti županu Francu Kanglerju, ki so ga preiskovali zaradi obtožb o korupciji. Protesti so se hitro razširili po celotni državi in postali najbolj množični protesti v zgodovini samostojne Slovenije. Glavni povodi za proteste so bili ostri varčevalni ukrepi, ki jih je uvedla vlada, preteča razprodaja državnih podjetij in obtožbe o vsesplošni korupciji med vladajočo elito. Med protesti je prišlo tudi do najhujših izgredov v zgodovini samostojne države, ko so se manjše skupine mladih nasilnih protestnikov – verjetno pripadnikov skrajnih desničarskih in huliganskih skupin – spopadle s policijo. V začetku leta 2013 sta se nestabilnost in javno nezadovoljstvo še okrepila, ko je Komisija za preprečevanje korupcije razkrila, da tako predsednik vlade Janez Janša kot voditelj največje opozicijske stranke Zoran Janković posedujeta premoženje in prejemata prihodke nepojasnjenega izvora ter s tem kršita protikorupcijske zakone. Prav tako so se v medijih pojavila poročila o tem, da so se pripadniki SDS "infiltrirali" v Slovensko obveščevalno-varnostno agencijo. Ob nadaljnjih protivladnih protestih, stavki uslužbencev javnega sektorja in najnižjih javnomnenjskih ocenah katerekoli vlade v zgodovini države so koalicijski partnerji pričeli zapuščati koalicijo. Vlada se je dokončno zrušila po izglasovani nezaupnici, za predsednico vlade pa je bila izglasovana poslanka PS Alenka Bratušek, čeprav so na protestih zahtevali predčasne volitve.

### Povratek v opozicijo (2013–2020)
20. marca 2013 je drugo Janševo vlado zamenjala vlada Alenke Bratušek, levosredinska koalicija pod vodstvom nove predsednice Pozitivne Slovenije Alenke Bratušek.
Junija 2013 je bil Janša obsojen v zadevi Patria, a se je na sodbo pritožil. Aprila 2014 je višje sodišče Janši potrdilo dveletno zaporno kazen zaradi prejemanja podkupnine. Kazen je začel prestajati junija tega leta, 26 let po obsodbi na zapor zaradi izdajanja vojaških skrivnosti, ki je z odzivom javnosti predstavljala mejnik na slovenski poti v samostojnost. Kljub temu, da je bil v zaporu, je Janša kandidiral za poslanca v državnem zboru.

#### Evropske volitve 2014
Na volitvah v Evropski parlament maja 2014 je v Sloveniji SDS s 24,78 % glasov zasedla prvo mesto in uspešno osvojila tri od osmih mandatov, dodeljenih Sloveniji.
Kandidati so bili razvrščeni v naslednjem vrstnem redu:
1. Milan Zver
2. Romana Tomc
3. Patricija Šulin
4. Anže Logar
5. Damijan Terpin
6. Carmen Merčnik
7. Vlasta Krmelj
8. Andrej Šircelj

#### Državnozborske volitve 2014
Stranka je na predčasnih državnozborskih volitvah 13. julija 2014 prejela 20,69 odstotka glasov in osvojila 21 poslanskih mest. V novo oblikovani vladi Mira Cerarja je ostala v opoziciji. Janez Janša je bil kljub zaporni kazni vnovič izvoljen za poslanca. Ustavno sodišče je odločilo, da Janši opravljanje poslanskih nalog ne sme biti preprečeno, in dovoljeni so mu bili izhodi iz zapora z namenom opravljanja političnih funkcij. Decembra je ustavno sodišče odložilo izvajanje Janševe zaporne kazni do dokončne odločitve glede njegove pritožbe v zadevi Patria. Aprila 2015 je ustavno sodišče razveljavilo odločitev višjega sodišča in zadevo vrnila na prvo stopnjo. Septembra istega leta je proces v zadevi Patria zastaral.
Predstavniki SDS so izrazili prepričanje, da je bilo sojenje politično motivirano in da je Janševa zaporna kazen nepravično motila volilno kampanjo stranke; volitve so razglasili za nelegitimne in "ukradene" ter zahtevali nove. Leta 2018 je SDS neuspešno tožila državo zaradi domnevne finančne škode, ki jo je stranka utrpela zavoljo "ukradenih" volitev.

#### Zmaga na državnozborskih volitvah 2018
S kampanjo, v veliki meri temelječo na protimigrantski populistični retoriki, je SDS zavzela prvo mesto v javnomnenjskih raziskavah pred državnozborskimi volitvami 2018. Razdvajajoča kampanja stranke je zanetila shod z geslom "Brez strahu – Proti politiki sovraštva", ki se ga je udeležilo nekaj tisoč protestnikov z baloni v obliki srca.
Tekom volilne kampanje leta 2018 je SDS začela slovenskim gospodinjstvom razpošiljati tudi vprašalnike (ki jih je bilo mogoče brezplačno vrniti po pošti), naslovljene kot "posvetovanje z volivci", ki so vsebovali predloge in vprašanja s sugeriranimi odgovori (npr. "Podpirate predlog SDS, da se v zdravstvu naredi red?"). Vprašalniki so bili verjetno zasnovani kot del širše volilne kampanje stranke in verjetno oblikovani po vzoru madžarskih "narodnih posvetov", ki jih tamkajšnja vladajoča stranka izvaja že leta.
SDS je bila zmagovita tudi na parlamentarnih volitvah leta 2018, ko ji je bilo s 24,92 % glasov dodeljenih 25 poslanskih mest, več kot katerikoli drugi stranki. Kljub temu je zagotovitev zadostne parlamentarne podpore za tvorbo koalicijske vlade za stranko vse od volitev predstavljala izziv, saj je večina parlamentarnih strank že pred volitvami v izjavah za javnost izključila možnost sodelovanja s SDS pri tvorbi vlade. Okoli dva tedna po volitvah se je Janša ponovno sestal z madžarskim premierjem Orbánom ob zasebnem obisku Budimpešte; tekom srečanja sta Janša in Orbán spregovorila tudi s predsednikom ZDA Donaldom Trumpom v okviru konferenčnega klica. Janša je po volitvah naznanil, da se je pripravljen odreči položaju predsednika vlade in vodenje vlade prepustiti kateremu od strankarskih kolegov, v kolikor bi to pripomoglo k tvorbi koalicijske vlade z vodstvom SDS. Premierski mandat je bil avgusta 2018 dodeljen Marjanu Šarcu, voditelju druge največje parlamentarne stranke, s podporo levosredinske manjšinske vlade brez sodelovanja SDS.
SDS po volitvah leta 2018 ni uspela ohraniti "tradicionalne" močne javnomnenjske podpore, ki je stranki običajno pripadla v obdobjih v opoziciji. Medtem ko so v SDS za nenavdušujočo stopnjo javnomnenjske podpore krivili do SDS agresivno medijsko okolje, so neodvisni politični analitiki nižjo podporo od pričakovane pripisali široki javni podpori vladajoče stranke in njenega vodje, ki naj bi pritegnila tudi nekatere tradicionalno konzervativne volivce, in pa temeljite spremembe v slovenskem političnem okolju in značaju SDS tekom preteklih let.

#### Zmaga na evropskih volitvah 2019
Stranka je na volitvah v evropski parlament 2019 nastopila skupaj s Slovensko ljudsko stranko. Skupna lista strank je z 26,44 % osvojila prvo mesto. Nosilec liste je bil Milan Zver. V Evropski parlament se je iz kvote SDS poleg Zvera uvrstila še Romana Tomc.
Kandidati na listi so bili razvrščeni v naslednjem vrstnem redu:
1. Milan Zver
2. Romana Tomc
3. Patricija Šulin
4. Franc Bogovič
5. Franc Kangler
6. Alenka Forte
7. Davorin Kopše
8. Alja Domjan

### Tretja Janševa vlada (2020–2022)
Glej: 14. vlada Republike Slovenije
Po tem, ko je predsednik 13. vlade Republike Slovenije Marjan Šarec (LMŠ) januarja 2020 odstopil s položaja, je predsednik države Borut Pahor Janezu Janši podelil mandat za sestavo nove vlade. Janša je 3. februarja 2020 vsem parlamentarnim strankam poslal vabilo na pogovore o novi koaliciji. Takoj so ga zavrnile Lista Marjana Šarca, Socialni demokrati, Levica in Stranka Alenke Bratušek, udeležile pa so se jih Stranka modernega centra, Demokratična stranka upokojencev Slovenije, Nova Slovenija in Slovenska nacionalna stranka. 25. februarja 2020 so dogovor o novi koalicije dosegle SDS, SMC, NSi in DeSUS. 3. marca 2020 je bil Janez Janša z 52 glasovi potrjen za predsednika vlade Republike Slovenije. Nova vlada je bila izglasovana 13. marca 2020. Brez članov podpornih strank je imela koalicija 48 glasov podpore, ki se je zaradi odhoda dveh poslancev iz Stranke modernega centra zmanjšala na 46.
Vlado je v začetku sestavljalo sedemnajst ministrov, število se bo za enega povečalo ob imenovanju ministra na uradu za demografijo. Predsedniki koalicijskih strank Zdravko Počivalšek, Matej Tonin in Aleksandra Pivec so postali podpredsedniki vlade. Tekom mandata so predsedniki oz. predstavniki koalicijskih strank večkrat poudarili demokratično in plodno sodelovanje znotraj vlade.
14. vlada RS je uradno nastopila 13. marca 2020 zvečer. Ta dan je bilo v državi potrjenih 141 okužb obolelih s COVID-19 (prva okužba v Sloveniji je bila potrjena 4. marca 2020). Že uro po imenovanju so se ministri sešli na prvi seji vlade, namenjeni predvsem konstruiranju in nujnim ukrepom za zajezitev virusa. Ustanovili so Krizni štab, ki bi do popolne operativnosti vlade vodil koordinacijo ukrepov. Za vodjo štaba je bil postavljen premier Janša, uradni govornik pa je postal Jelko Kacin. Deloval je na dveh nivojih; prvega je sestavljala ministrska ekipa, v drugi pa so bili tudi odgovorni uslužbenci in strokovnjaki. Vlada je na seji imenovala tudi nekaj novih sekretarjev. Na vrhu Policije so razrešili generalno direktorico Tatjano Bobnar, ki jo je nadomestil Anton Travner, prav tako razrešena je bila generalmajorka Slovenske vojske Alenka Ermenc, ki jo je začasno nadomestil Robert Glavaš. Posamezne raziskave so Slovenijo uvrstile med najuspešnejše države pri zajezitvi koronavirusa.
Po vzoru leta 2006 je Vlada Republike Slovenije 28. maja 2020 vsem parlamentarnim strankam poslala vabilo za sodelovanje pri sprejemanju pomembnih odločitev za prihodnost Slovenije, t. i. partnerstvo za razvoj. Leta 2006, ko je vlado prav tako vodil prvak SDS Janez Janša, so v partnerstvo vstopile vse stranke razen Liberalne demokracije Slovenije. Z njim so takrat uskladili 52 sistemskih zakonov. Tokratno partnerstvo, ki nobene od podpisnic ne zavezuje k vnaprejšnji podpori nobenemu od predlogov zakonov, vključuje predvsem okrevanje gospodarstva po epidemiji koronavirusa, predsedovanje Svetu Evropske unije,  Stranke bi po podpisu pogodbe dobile normativni vladni program ter se odločile, pri katerih zakonih bi želele sodelovati. Sodelovanje v partnerstvu so takoj zavrnili v stranki Levica, Listi Marjana Šarca ter pri Socialnih demokratih. Sprva je možnost za podpis partnerstva dopuščala Stranka Alenka Bratušek, ki pa se naposled za sodelovanje ni odločila. V opoziciji so se za vstop v partnerstvo odločili le Slovenska nacionalna stranka in poslanca madžarske in italijanske manjšine. Podpis partnerstva je potekal 3. julija 2020.

### Povratek v opozicijo
Na državnozborskih volitvah 2022 je SDS s 23,52 % glasovi in 27 poslanskimi sedeži zasedla drugo mesto. Relativni zmagovalec volitev Robert Golob je koalicijsko sodelovanje s Slovensko demokratsko stranko zavrnil že vnaprej, SDS se je tako z Novo Slovenijo vrnila v opozicijo. Zaradi napovedane širitve števila ministrstev v Golobovi vladi je SDS vložila predlog posvetovalnega referenduma. Po njihovem mnenju bi bila širitev števila ministrstev neekonomična, prav tako bi Slovenija postala država z največ ministrstvi v Evropski uniji. 21. junija 2022 je Državni zbor Republike Slovenije predlog referenduma zavrnil.

#### Predsedniške volitve 2022
Stranka se je udeležila tudi predsedniških volitev. Za kandidata so določili Anžeta Logarja, dolgoletnega poslanca in nekdanjega zunanjega ministra. Ta se je po koncu zbiranja podpisov odločil, da bo na volitvah nastopil kot neodvisni kandidat. 22. septembra je vložil kandidaturo s 5000 podpisi državljanov. V prvem krogu volitev, ki je potekal 23. oktobra 2022, je prejel najvišje število glasov med vsemi kandidati, in sicer 33,95 % oziroma točno 296.000 glasov. Uvrstil se je v drugi krog, v katerem je izgubil proti odvetnici Nataši Pirc Musar, ne glede na poraz je Logar za kandidata desne sredine dosegel najboljši rezultat v zgodovini samostojne Slovenije.

#### Delovanje Anžeta Logarja
24. novembra 2023 se je na zadnji seji leta sestal Svet Slovenske demokratske stranke. Anže Logar je na seji odstopil s funkcije predsednika sveta, v izjavi za javnost je poudaril, da bo svoje moči usmeril v Platformo sodelovanja. 6. decembra 2023 je izvršilni odbor SDS ocenil, da vse kaže na to, da bo Logar ustanovil lastno stranko, SDS pa pričakuje, da bodo poslanci, izvoljeni na njeni listi, spoštovali voljo volivcev in mandat končali skladno z mandatom. Ob tem je odbor zapisal, da ni čas za drobljenje glasov in da je treba igrati z odprtimi kartami. Anžeta Logarja izvršni odbor iz stranke ni izključil, a ocenil, da "Nadaljnjih nastopov in stališč poslanca Anžeta Logarja ni mogoče več samodejno šteti za stališča SDS-a, ampak za stališča nove stranke v nastajanju." Logar je odločitev odbora označil za prekomerno in nesorazmerno ter da glede svojega političnega udejstvovanja zunaj stranke SDS ni sprejel prav nobene odločitve.

#### Izjava o zavezanosti stranki
V začetku februarja 2024 je izvršilni odbor SDS poslancem stranke predlagal podpis zaveze, da bodo do konca mandata sodelovali kot člani in poslanci stranke. Zavezo je podpisalo 24 od 27 poslancev, manjkali pa so podpisi Anžeta Logarja, Eve Irgl in Dejana Kaloha. Predsednik stranke Janez Janša se je na zavrnitev odzval z besedami, da bo očitno nastala "samostojna poslanska skupina iz poslancev, ki ne sledijo več volji volivcev, ki so jih izvolili." Dodal je tudi, da meni, da je namen Logarjeve Platforme sodelovanja onemogočiti zmago SDS na prihodnjih državnozborskih volitvah. Logar pa se je na Janševo izjavo odzval z mislijo, da potrditev politične usmeritve ne zahteva podpisovanja nobenih izjav.

#### Evropske volitve 2024
Izvršilni odbor SDS-a se je sestal v torek, 6. februarja 2024, in določil končno listo za junijske volitve. Za nosilko liste je bila določena Romana Tomc, evroposlanka od leta 2014 dalje. Svet stranke je listo potrdil 17. februarja, ko je potekala tudi slavnostna akademija SDS, kjer se je vseh devet kandidatov predstavilo.
1. Romana Tomc
2. Milan Zver
3. Aleš Hojs
4. Franc Breznik
5. Branko Grims
6. Franc Kangler
7. Alenka Forte
8. Karin Planinšek
9. Zala Tomašič.

Na volitvah 9. junija je Slovenska demokratska stranka zmagala s 30,59 % oz. 206.386 glasovi podpore. Število evropskih poslancev je zvišala na štiri, poleg Romane Tomc in Milana Zvera sta bila s preferenčnimi glasovi izvoljena še Branko Grims in hči vodje strankarske televizije, Zala Tomašič.

#### Serija izstopov
9. oktobra 2024 je Anže Logar v luči ustanavljanja nove stranke Demokrati predsedniku Janezu Janši poslal svojo izstopno izjavo. Slednji se je na to odzval z besedami, da računa na vrnitev poslanskega mandata, Logar pa je vrnitev mandata zavrnil. 14. oktobra mu je sledila Eva Irgl, ki je z njim intenzivno sodelovala že v Platformi sodelovanja, 19. oktobra pa je to storil še Dejan Kaloh, s čimer se je Poslanska skupina SDS zmanjšala na 24 poslancev. 23. oktobra je izstopil svetnik MO Ljubljana in kandidat za ljubljanskega župana 2022 Igor Horvat, 24. oktobra mu je sledil svetniški kolega Matjaž Vede, 25. oktobra pa je stranko zapustila še mestna svetnica in nekdanja poslanka Elena Zavadlav Ušaj.

## Rezultati volitev

### Državnozborske volitve
| Volitve | Št. glasov | %     | +/–        | Sedeži  | +/–        | Mesto | Vlada                                       |
| ------- | ---------- | ----- | ---------- | ------- | ---------- | ----- | ------------------------------------------- |
| 1990    | 79.951     | 7,40  | Stagnacija | 6 / 80  | Stagnacija | 7.    | Koalicija                                   |
| 1992    | 39.675     | 3,34  | 4,06       | 4 / 90  | 2          | 8.    | Koalicija                                   |
| 1996    | 172.470    | 16,13 | 12,79      | 16 / 90 | 12         | 3.    | Opozicija                                   |
| 2000    | 170.228    | 15,81 | 0,32       | 14 / 90 | 2          | 2.    | Opozicija                                   |
| 2004    | 281.710    | 29,08 | 13,28      | 29 / 90 | 15         | 1.    | Koalicija                                   |
| 2008    | 307.735    | 29,26 | 0,18       | 28 / 90 | 1          | 2.    | Opozicija                                   |
| 2011    | 288.719    | 26,19 | 3,07       | 26 / 90 | 2          | 2.    | Koalicija (2012-2013) Opozicija (2013-2014) |
| 2014    | 181.052    | 20,71 | 5,38       | 21 / 90 | 5          | 2.    | Opozicija                                   |
| 2018    | 222.042    | 24,96 | 4,25       | 25 / 90 | 4          | 1.    | Opozicija (2018-2020) Koalicija (2020-2022) |
| 2022    | 279.897    | 23,48 | 1,48       | 27 / 90 | 2          | 2.    | Opozicija                                   |

### Evropske volitve
Trenutno (2024-2029) si Slovenska demokratska stranka lasti štiri od devetih poslanskih mest v Evropskem parlamentu. Evropski poslanci so:
- Romana Tomc
- Milan Zver
- Zala Tomašič
- Branko Grims

|                      | Mandatno obdobje | Mandatno obdobje | Mandatno obdobje | Mandatno obdobje | Mandatno obdobje |
| 2004–2009            | 2009–2014        | 2014–2019        | 2019–2024        | 2024–2029        |                  |
| -------------------- | ---------------- | ---------------- | ---------------- | ---------------- | ---------------- |
| Mihael Brejc         |                  |                  |                  |                  |                  |
| Romana Jordan        |                  |                  |                  |                  |                  |
| Zofija Mazej Kukovič |                  |                  |                  |                  |                  |
| Milan Zver           |                  |                  |                  |                  |                  |
| Patricija Šulin      |                  |                  |                  |                  |                  |
| Romana Tomc          |                  |                  |                  |                  |                  |
| Zala Tomašič         |                  |                  |                  |                  |                  |
| Branko Grims         |                  |                  |                  |                  |                  |

## Nazori

### Notranja politika

#### Gospodarska politika
SDS se kot stranka podpira tržno gospodarstvo. Zagovarja znižanje davkov in pospešitev privatizacijskih postopkov.

#### Nacionalna varnost
V začetku leta 2016 je SDS predlagala ustanovitev "nacionalne garde", sestavljene iz okoli 25.000 "domoljubnih" prostovoljcev kateregakoli spola. Garda bi po predlogu zamenjala vse trenutne rezervne enote slovenskih oboroženih sil, bila bi pod neposrednim poveljstvom generalštaba vojske, vpoklicana pa bi bila ob naravnih nesrečah in "spremenjenih varnostnih razmerah" (npr. evropski begunski krizi, ki se je takrat odvijala). Poslanec Žan Mahnič je zatrjeval, da je ustanovitev tovrstne garde ena ključnih točk volilnega programa. K predlogu naj bi jih po navedbah predstavnika SDS spodbudile slabšajoče se varnostne razmere v državi, delno zaradi begunske krize. Parlament je zamisel zavrnil kot nepotrebno, saj je trenutna ureditev rezervnih sestavov zadostna razmeram.

#### Okolje in podnebne spremembe
V času prve vlade SDS je premier Janša predstavil podnebne spremembe kot velik politični in družbeni izziv sodobnega časa. Leta 2007 je Janša na mednarodni konferenci na to temo izjavil, da "podnebne spremembe niso le problem vlade in gospodarstva; so izziv širše družbe in vsakega posameznika posebej." Poudaril je nevarnosti in priložnosti, povezane s podnebnimi spremembami, ter pozval EU, naj odigra vodilno vlogo pri boju proti globalnemu segrevanju. Leta 2008 je Janša opisal evropski okoljsko-energetski zakonodajni paket kot "enega najpomembnejših /.../ na začetku 21. stoletja" ter kot eno od prioritet Slovenije pri njenem predsedovanju Svetu EU. Leta 2008 je evropska poslanka SDS Romana Jordan Cizelj izjavila, da "ukrepanje na podnebne spremembe ni le odločitev posameznika, ampak je globalni izziv, ki zahteva ukrepanje celotne družbe. /.../ Podatki kažejo na spremembe v ekosistemih kot posledice antropogenih emisij in na možne trende v prihodnosti. /.../ še [je] možno ukrepati. Toda ukrepati moramo resno, hitro ter usklajeno. Najprej usklajeno znotraj EU, nato pa tudi v globalnem smislu".
V stranki obstoja tudi krilo, ki zavrača vplive podnebnih sprememb, pri čemer je izstopal poslanec Branko Grims z večkratnimi javnimi izjavami, tudi v medijih in med državnozborskimi razpravami, v katerih je obstoj antropogenih podnebnih sprememb v celoti zanikal. Grims je dejal, da "je govorjenje o segrevanju Zemlje velika laž" in da se Zemlja v resnici ohlaja, da se spremembe podnebja izrabljajo kot izgovor za omogočanje množičnih migracij in jemanje davkoplačevalskega denarja, ki si ga nato prilastijo akademiki, "eko-industrija" in levičarski lobiji, ter izrazil obžalovanje, da politična levica v okviru dijaškega podnebnega aktivizma (Protesti mladih za podnebno ukrepanje) izkorišča mladino. Grims se je skliceval na svojo izobrazbo kot geolog, da bi podkrepil svoje trditve o tematiki. Grims je tudi zatrdil, da je črni panter, upodobljen na domnevnem simbolu Karantanije, ki ga nekatera sodobna konservativna politična združenja uporabljajo kot alternativen narodni simbol, prebival na slovenskem ozemlju in izumrl zaradi globalnega ohlajanja v času obstoja Karantanije. Strokovnjaki, ki so se odzvali na Grimsovo trditev, so dejali, da črni panter ni živel na tem območju že vsaj od zadnje ledene dobe. Stalilšča so posredno vplivala na manj anporov za zaščito Slovenije pred podnebnimi spremembami, posebej poplavami.
Janša je novembra 2019 glede klimatskih sprememb dejal: "[...] Zdaj je čas drugačen, generacije rastejo s tem zavedanjem, da je okolje vrednota. Seveda, nekateri na levi sceni prežeti s kulturnim marksizmom so temu hitro dodali še katastrofične napovedi, ki bi jih naj povzročile podnebne spremembe. Pridiga o tem, kako podnebne spremembe izključno povzroča človek, kar je popolnoma nedokazano. Podnebne spremembe se dogajajo v zgodovini tega planeta in se bodo tudi kasneje. Koliko mi vplivamo na to, je veliko vprašanje. Dejstvo je, da vplivamo. Dejstvo je, da onesnaževanje okolja seveda vpliva delno tudi na podnebje. Mislim pa, da to vpliva bistveno manj kot so spremembe na Soncu oziroma stvari na katere človek ne more vplivati. Treba je to razumet in ne iz tega delati ideologije in fame in novih malikov, kot je Greta."

#### Debirokratizacija in decentralizacija
Slovenska demokratska stranka zagovarja debirokratizacijo Slovenije, saj po njihovem mnenju "birokracijske ovire" in "administracija" otežujeta delo gospodarstvu, kmetijstvu in državljanom. Na novinarski konferenci, 24. aprila 2017, so poudarili, da je bilo v Sloveniji do takrat "20.000 zakonov in podzakonskih aktov na dan, konkretneje smo imeli 13.4.  kar 834 zakonov in 19.167 podzakonskih aktov." Preveč regulativ in predolgi postopki po mnenju stranke nižajo konkurečnost države. Debirokratizacija je ostala tudi ena ključnih koalicijskih obljub tretje Janševe vlade.
Stranka zagovarja tudi decentralizacijo Republike Slovenije. V obdobju tretje Janševe vlade so se koalicijske partnerice odločile, da bo sedež novega ministrstva za demografijo v Mariboru in ne v Ljubljani, kjer je sedež ostalih ministrstev Republike Slovenije.

#### Ostalo
SDS se je dolgo zavzemala za spremembo sistema državnozborskih volitev, in sicer s trenutnega proporcionalnega volilnega sistema na dvokrožni večinski sistem. Stranka trdi, da bi to pripomoglo k stabilnejšim in učinkovitejšim vladam.
V času vladanja je stranka uzakonila priznanje istospolnih partnerskih zvez, vendar nasprotuje priznanju istospolnih porok.
SDS se zavzema za uvedbo izobraževalnih programov, ki bi privzgajali domoljubje "od vrtca do srednje šole". Stranka podpira popolno javno financiranje zasebnih šol.
SDS podpira pravico državljanov do nošenja legalnega orožja, torej dovoljenja športnim strelcem, lovcem ipd. Ostro se je zoperstavila novim evropskim predpisom o strelnem orožju, ki ga je evropski parlament nato z veliko večino sprejel po terorističnih napadih v Parizu leta 2015. Stranka je Evropski komisiji predlagala preganjanje ilegalne trgovine z orožjem, saj se ga preko balkanske poti tihotapi tudi čez slovensko ozemlje.
SDS oporeka trenutni sestavi slovenske državne himne. Trenutno je namreč sestavljena le iz sedme kitice Prešernove Zdravljice, ki pa je po mnenju stranke "preveč internacionalistična in premalo domoljubna", saj nikjer ne omenja slovenskega naroda. Predlagali so dodatek nekaterih ostalih kitic, predvsem 2. kitice Zdravljic. Stranka je prav tako ob številnih priložnostih poskusila zakonsko prepovedati "vsako javno izražanje idej preko ali s pomočjo totalitarnih simbolov" in "[vsako] javno poveličevanje [...] totalitarnih režimov" (nacistična svastika, rdeča zvezda ipd.). Stranka vztrajno zavrača očitke, da z zakonom zgolj skuša prepovedati rdečo zvezdo, simbol slovenske narodnoosvobodilne vojske med drugo svetovno vojno, ki je še vedno prisoten v slovenskem družbenem okolju; predlagani zakon po drugi strani ne bi prepovedal npr. javnega nošenja nacističnih uniform ali prikazovanja simbolov z nacističnim režimom povezanega domobranstva. 19. februarja 2013 je Ustavno sodišče Republike Slovenije pritrdilo prepovedi uporabi totalitarnih simbolov, ki prepoveduje tudi uporabo imen nekaterih s totalitarnostjo povezanih osebnosti.

### Zunanja politika
Stranka je proevropska, nasprotuje pa evropskim azilnim kvotam in je zagovornica zamejitve ilegalnih migracij. Zagovarja medsosedsko in transatlantsko povezovanje.

### Populizem
Tekom evropske begunske krize je SDS okrepila svojo nacionalistično populistično retoriko. Stranka je ostro nastopila proti begunskim kvotam in se zavzela za preusmeritev finančnih sredstev, namenjenih nevladnim organizacijam, za varnostne organe. Obenem je Janša napadel "degenerirano levico". Vročekrvna retorika stranke in obtožbe o koruptivnem delovanju sta privedla do "zaskrbljenosti med mednarodnimi opazovalci glede poti Slovenije, ki načeloma velja za regionalno zgodbo o uspehu", ko je SDS prevzela prvo mesto v javnomnenjskih raziskavah pred državnozborskimi volitvami 2018.
Stranka se je prav tako začela posluževati populistične retorike ameriškega predsednika Donalda Trumpa; Janša in stranka pogosto uporabljata Trumpove fraze, kot so "osuševanje močvirja", "globoka država" in "lažne novice". Stranka je v predvolilnem obdobju tudi promovirala uzakonitev načela, da se za vsak nov predpis dva obstoječa ukine; po zagovarjanju in uzakonitvi takšnega načela je znan tudi Trump. Janša je ob več priložnostih uporabil tudi za Trumpa značilno frazo "najprej Slovenija".

### Teorija postkomunistične zarote
Verjetno najznačilnejša posebnost ideologije SDS so svojska prepričanja in povezana retorika, ki se je člani stranke pogosto poslužujejo. Osrednje prepričanje stranke glede političnega stanja države je, da v njej obstaja klika, sestavljena predvsem iz nekdanjih funkcionarjev komunistične partije, ki ohranja precejšen vpliv nad gospodarstvom, financami, sodstvom in mediji v Sloveniji. Nekatere od teh prepričanj in fraz so značilne tudi za ostale politike slovenske populistične desnice oziroma so postale del splošne politične razprave.
Člani in podporniki SDS se ob razlaganju svojih nazorov glede slovenskega političnega dogajanja pogosto poslužujejo določenih fraz in konceptov, med katerimi predvsem izstopajo:
- "Udbomafija" – izraz je izpeljan iz UDBE, imena jugoslovanske obveščevalne službe, skovan pa je bil v zgodnjih 1990. letih za označevanje domnevne tajne združbe nekdanjih članov Komunistične partije Slovenije in sodelavcev UDBE, ki naj bi še vedno obvladovali slovensko gospodarstvo in politiko. Izraz se pogosto uporablja s strani SDS in z njo povezanih medijev.[216][217][218][219][220][221][222]
- "Strici iz ozadja" (ali "botri iz ozadja") – domnevne osebe, ki promovirajo in obvladujejo glavne slovenske politike; slednji naj bi služili zgolj kot lutke za politične in gospodarske interese "stricev". Nekdanja predsednika vlade Miro Cerar[223] in Alenka Bratušek,[224] voditelj Pozitivne Slovenije Zoran Janković[225] in politični novinec Marjan Šarec[226] so le nekateri od politikov, ki so jih SDS in s stranko povezani mediji obtoževali, da za njimi stojijo "strici iz ozadja". Izraz občasno uporablja tudi nekdanji premier in trenutni predsednik države Borut Pahor, ki je nekoč "strice" obtožil poskusov rušenja njegove vlade.[227] Milan Kučan, ki ga pogosto navajajo kot glavnega "strica iz ozadja", je od Pahorja zahteval, da svoje namigovanje pojasni.[228] Pahor je tudi obtožil svojega glavnega tekmeca na predsedniških volitvah 2017, Marjana Šarca, da zanj skrbijo "strici iz ozadja". Šarec je prav tako od Pahorja zahteval pojasnilo trditev, vendar odgovora ni prejel.[229]
- Milan Kučan – nekdanji dvakratni predsednik republike Slovenije in zadnji voditelj Zveze komunistov Slovenije, ki ga SDS redno obtožuje skrivnega celokupnega obvladovanja slovenskega političnega prostora.[14][216][230][231][232] Politiki, ki naj bi delovali pod Kučanovim vplivom, so med drugim nekdanja voditeljica Nove Slovenije Ljudmila Novak in politični novinec Marjan Šarec,[233][234] nekdanja predsednica vlade Alenka Bratušek, ljubljanski župan in voditelj PS Zoran Janković[235][225] ter številni drugi. Janša je bil obsojen na dvakrat po 6000 evrov denarne kazni, potem ko je na Twitterju dve novinarki RTV Slovenija označil za "odsluženi prostitutki zvodnika Milana".[236][237][238][239]
- Forum 21 – društvo za razprave o "političnih, gospodarskih, razvojnih, socialnih, kulturnih in etičnih vprašanjih" slovenskega naroda, ki ga je ustanovil Milan Kučan in v katerem sodelujejo številni vidni slovenski politiki in gospodarstveniki.[240][241][231] SDS je društvo obdolžila vplivanja na imenovanje funkcionarjev in politične odločitve liberalnih vlad.[242][243][244]
- Murgle – stanovanjska četrt Murgle, v kateri prevladujejo pritlične hiše ter v kateri prebivajo številni vidni politiki in gospodarstveniki, med drugim nekdanja predsednika Milan Kučan (pogosto glavna tarča aluzije "Murgle") in pokojni Janez Drnovšek, nekdanji premier Miro Cerar ter borec OF in poslednji predsednik SR Slovenije Janez Stanovnik.[245] "Murgle" so tako druga oblika sklicevanja na domnevne vplive iz ozadja, ki jih izvajajo navidez upokojeni pripadniki leve elite. Potem ko je bil zaradi korupcijske afere Patria obsojen na dveletno zaporno kazen, je Janez Janša zatrdil, da je bila sodba "napisana vnaprej, v političnih Murglah in s strani znanih avtorjev".[230] Kasneje je SDS označila parlamentarne volitve 2014 za "nelegitimne" zaradi sovpadajočega Janševega prestajanja zaporne kazni.[246][247][248] Prav tako je Janša obtožil "Murgle", potem ko je bila zoper njega vložena tožba za odvzem nezakonito pridobljenega premoženja.[249] Kot del volilne kampanje leta 2018 je SDS izdala oglas, v katerem par naroči pico pri SDS in "Pica Murgle". Razkrije se, da škatla iz Murgel vsebuje samo polovico pice.[115][250][251] Novičarski portal Nova24TV, ki je tesno povezan s SDS,[252] je tudi oglaševal videe z naslovom "Lutkovno gledališče Murgle", v katerih je bil satirično upodobljen za javnost zaprt politični sestanek Milana Kučana, Mira Cerarja, ministra za kmetijstvo Dejana Židana (voditelja SD), zunanjega ministra Karla Erjavca (voditelja DeSUS-a) in Marjana Šarca (voditelja LMŠ).[253][254]

## Kontroverze in kritike

### Povezave s skrajno desnimi skupinami
Stranko SDS so doletele kritike zaradi domnevnih povezav s slovensko vejo neonacistične ekstremistične skupine Blood & Honour. Novinarka Anuška Delić, ki je razkrila povezave leta 2011 v seriji člankov v časopisu Delo, se je znašla pred sodiščem, obtožena izdaje tajnih podatkov. Slovenska obveščevalna agencija SOVA, ki jo je v času obtožbe vodil član SDS, je nenamerno potrdila obtožbe Delićeve s trditvijo, da so v poročilih razkriti podatki skladni z ugotovitvami potekajočih preiskav dejavnosti nasilne ekstremistične skupine. SOVA je dokazovala, da podatki, razkriti v poročilih, ne morejo izvirati iz drugega vira kot iz nabora podatkov, zbranih med njenimi prikritimi preiskavami, ter da je objava onemogočila nadaljnji prikrit nadzor skupine, saj so njeni člani izvedeli zanj. Delićeva je trdila, da so obtožbe proti njej "politično motivirane".
Nekateri člani Blood & Honour naj bi bili tudi člani SDS ter se tudi formalno sestali s poslancem SDS Brankom Grimsom. Ta skupina 
(katere članom naj bi pripadniki Slovenske vojske omogočili urjenje na vojaškem vadišču, ki naj bi si izposodili vojaško opremo (raketomet), poskušali kupiti pištole, ter ki so bili v neposrednih stikih po tako e-pošti kot pošti z množičnim morilcem Andersom Breivikom, ki je več članom slovenske B & H poslal kopije svojega manifesta pred svojimi napadi) naj bi bila tesno vpletena v nasilne izgrede med protesti v letih 2012 in 2013. Organizirana skupina nasilnežev je bila po ugotovitvah policije izurjena in najeta ter poplačana, potencialno s strani politične stranke.
Nedavneje so bile pri SDS opažene tudi tesne vezi z "Generacijo identitete Slovenija", slovensko frakcijo skrajno desnega identitarnega gibanja. Avgusta 2018 je strankina založba Nova obzorja anonimno objavila knjigo slovenske Generacije identitete, Manifest za domovino. Knjigo so med drugim promovirale z SDS povezane medijske organizacije in posamezniki (vključno z Janezom Janšo). Poslanec Žan Mahnič je pri tem na Twitterju celo objavil fotografijo knjige, slikano s svojega poslanskega sedeža tako, da je bila v ozadju vidna dvorana državnega zbora.

### Obtožbe o političnem kadrovanju in poseganju v neodvisnost institucij
Stranka je bila večkrat obtožena političnega kadrovanja in nepotizma, imenovanja sorodnikov, zaveznikov in prijateljev na vladne (in druge) položaje. Številni bližnji sorodniki vidnih članov SDS so tako dobili zaposlitev v slovenskem in evropskem parlamentu, na visokih položajih v javnem sektorju in podjetjih v državni lasti (nekateri tudi kljub temu, da niso izpolnjevali pogojev za zaposlitev).

### Kult osebnosti
Voditelj SDS Janez Janša je na položaju neprekinjeno že od leta 1993; konkurentov za položaj praktično ni. Člani stranke so Janši izredno privrženi in pogoste so primerjave stranke s kultom. Številni bivši člani stranke trdijo, da Janša stranko vodi avtoritarno in da je razhajanje mnenj znotraj stranke zatrto. Po navedbah v medijih naj bi SDS-ovi evropski poslanki Romani Jordan stranka preprečila ponovno kandidaturo na strankini listi kot kazen za nezvestobo, potem ko je edina znotraj višjih krogov stranke naglas izrazila pomisleke glede Janševega nadaljnjega vodenja stranke med služenjem zaporne kazni zaradi korupcije.

### Nepravilnosti pri financiranju predvolilne kampanje

#### Državnozborske volitve 2008
Avstrijski, finski in slovenski preiskovalci afere Patria so ugotovili, da je bila podkupnina namenjena za SDS. Avstrijski tožilec je prepričan, da je avstrijski posrednik Wolfgang Riedl v Slovenijo pripeljal 900.000 evrov gotovine, ki ni bila namenjena Walterju Wolfu, temveč Jožetu Zagožnu in stranki SDS. "Sklepanje temelji na Sirithapornovi izjavi in protislovnem ravnanju Riedla in Zagožna v tem obdobju," piše v avstrijski obtožnici.  Finski preiskovalci so Patriinega predstavnika, zadolženega za Slovenijo, Reija Niittynena med priporom zaslišali šestnajstkrat, 6. julija 2008 je spregovoril. Priznal je, da se je zavedal, da naj bi denar za podporo stranki premiera Janše izplačal Walter Wolf od svojega deleža. Tri dni pozneje je izjave ponovil in podrobneje pojasnil namen plačila stranki SDS. Ker so se bližale jesenske državnozborske volitve 2008 in so dobavitelju iznenada postavili dodatni pogoj za 30-odstotni predujem podkupnin, in to v  tridesetih dneh po podpisu pogodbe, je SDS očitno zbirala sredstva za predvolilno kampanjo – tako sta si naročnikovo nenadno spremembo in živčno naglico razlagala tudi Riedl in direktor Patrie Heikki Hulkkonen.

#### Državnozborske volitve 2018
Pri pripravljanju na parlamentarne volitve 2018 je SDS sklenila posojilno pogodbo v vrednosti 450.000 € z državljanko Bosne in Hercegovine za financiranje volilne kampanje. Stranka je prišla v stik s posojilodajalko preko založništva Nova obzorja (ki je v delni lasti SDS). SDS je prav tako svoj delež Novih obzorij zastavila kot jamstvo. Toda ker je izposojena vsota presegala omejitev, ki jo je določal zakon o financiranju političnih strank, je SDS morala izposojen denar vrniti. Potem ko so pogoji posojila postali javni, sta policija in računsko sodišče sprožila preiskavo. Zagnala se je tudi preiskava posojilodajalke na podlagi sumov pranja denarja, utaje davkov, uničevanja in ponarejanja poslovne dokumentacije ter upravljanja slamnatih podjetij. Posojilodajalka naj bi bila del kriminalne združbe, ki je upravljala slamnata podjetja, ki so prejemala denar iz nerazkritih izvorov (vključno z denarjem, kasneje posojenim SDS).
Manj kot teden pred parlamentarnimi volitvami 2018 je bilo razkrito, da so medijske in založniške hiše, ki so tesno povezane z in delno v lasti SDS, nekaj mesecev pred volitvami prejela okoli 800.000 € od dveh madžarskih fizičnih oseb (oziroma njunih podjetij), ki sta imeli tesne stike z madžarskim premierjem Viktorjem Orbánom. Skupni znesek denarja, ki so ga z SDS povezana medijska podjetja prejela iz madžarskih virov, je tako narasel na preko 2,2 milijona evrov. Medijska podjetja, povezana z SDS, ki so prejela denar, so nato zakupovala politične oglase v prid SDS. Založništvo Nova obzorja je stranki prav tako skušalo posoditi 60.000 €. Taista madžarska posojilodajalca sta z denarjem preskrbela tudi politične zaveznike v Makedoniji. Poleg tega je znano tudi, da je posojilo, ki ga je SDS skušala nekaj mesecev prej najeti od bosanske državljanke, imelo madžarsko povezavo.

#### Državnozborske volitve 2022
Dobro leto dni pred državnozborskimi volitvami 2022 je bilo razkrito, da Telekom Slovenije pred volitvami prikrito financira strankarsko televizijo SDS, Nova 24TV. Spomladi 2020 je Telekom Slovenije je sklenil pogodbo z Inštitutom za avtorsko pravico (direktor: Blaž Rant), ki je začel delovati šele 26. marca 2020, 13 dni po nastopu aktualne vlade, Telekom pa mu je začel plačevati nadomestilo za distribucijo Nova24TV in več drugih programov. Nadomestilo za distribucijo programov naj bi znašalo 112.000 evrov mesečno ali približno 1,4 milijona evrov na leto. Telekom Slovenije od marca 2021 vodi Cvetko Sršen, nekdanji kandidat SDS za župana Krškega.

### Ostalo
Poslanec SDS Branko Grims je v začetku leta 2018 na srečanju domoljubne ultranacionalistične skupine dejal: "Sedaj je čas Trumpa. On je največji trn v peti globalistom, ki obvladujejo mehanizem ZDA, na čelu s Sorosom. Soros je simbol tega. Pa so zraven še Rothschildi in še mnoge druge najbogatejše družine finančnih špekulantov." Poslanec SDS Marijan Pojbič je na dan državnosti 2017 na Facebooku zapisal: "Nič več županov, ki niso pravi Slovenci, še manj pa politikov na državni ravni, ki niso po rodu pravi Slovenci."
Po državnozborskih volitvah 2011, na katerih je zmagal ljubljanski župan Zoran Janković (ki je srbskega porekla) s svojo stranko, je ogorčenje javnosti požel prispevek, objavljen na uradni strani SDS in podpisan s "Tomaž Majer". Prispevek je trdil, da so Jankovića izvolili organizirani "novi državljani" iz "blokovskih naselij", to naj bi bili volivci v trenirkah in s tujimi naglasi, ki naj bi na volišča prihajali v skupinah in imeli napisano številko, ki naj jo obkrožijo na glasovnici. Ti "novi državljani" naj bi bili mobilizirani z zastraševanjem, češ da jim bo v primeru zmage desnice odvzeto državljanstvo. Majer je navajal, naj bi enemu od njegovih znancev, Bošnjaku, za glas za Jankovića celo ponujali denarno nagrado ter da je tretjina dejanskih Slovencev, ki je glasovala za Jankovića, tako volila po ukazu Milana Kučana in Janeza Stanovnika. Številni mediji so poskušali identificirati avtorja prispevka, vendar so bili pri tem neuspešni; pojavljale so se domneve, da je ime pisca izmišljeno in da je pravi avtor pravzaprav Janez Janša, ki je v preteklosti že izražal tovrstne ideje (v svojem komentarju poraza SDS na volitvah leta 1992, ki ga je objavil leto zatem). Po volitvah so Janša ter številni drugi poslanci in kandidati SDS v svojih komentarjih izida uporabili podobno, vendar nekoliko omiljeno nacionalistično retoriko. Odziv javnosti je dosegel vrh s "Shodom trenirk", na katerem so udeleženci oblečeni v trenirke protestirali proti delitvi in nestrpnosti.
V dnevih pred ameriškimi predsedniškimi volitvami 2020 je Janez Janša, takrat predsednik vlade, podprl Donalda Trumpa za predsednika. V twitu je zapisal, da spoštuje Bidnovo zgodovino, a da svet potrebuje močne Združene države Amerike, Joe Biden pa da bi bil eden najšibkejših predsednikov v zgodovini. V dnevu po volitvah je Janša ob delnih rezultatih, ki so Trumpu kazali v prid, twitnil, da so se ameriški volivci odločili za Donalda Trumpa. Del slovenske opozicije je Janšev tvit razglasilo za neprimeren in za osmešenje, nanj se je odzval tudi Bidnov svetovalec Michael Carpenter. Janša se je moral glede tvita in tega, da kot premier še ni čestital Bidnu za zmago, zagovarjati v sklopu redne seje državnega zbora. Janša je dejal, da bo vlada zmagovalcu ameriških volitev "z veseljem čestitala", ko bodo rezultati uradni.

## Politična zavezništva
Leta 2013 je SDS štela okoli 30.000 članov, več kot katerakoli druga slovenska politična stranka. Slovenska demokratska mladina (SDM) je neodvisen in avtonomen podmladek stranke, ustanovljen oktobra 1989. Njegov prvi predsednik je bil Matej Makarovič.
Stranka je povezana z liberalno-konzervativnim Inštitutom Jožeta Pučnika. Tesne vezi ima tudi s civilno-družbeno organizacijo Zbor za republiko. Odbor 2014 je civilna organizacija, ki je bila ustanovljena za prirejanje protestov glede ter zagovarjanja razveljavitve obsodb korupcije v aferi Patria, izpustitve Janeza Janše iz zapora in "dejanski vzpostavitvi vladavine prava, človekovih pravic in temeljnih svoboščin ter uveljavitvi demokratične države". Odbor 2014 je pred stavbo Vrhovnega sodišča v Ljubljani prirejal redne proteste. Združenje za vrednote Slovenske osamosvojitve (VSO) je nevladno domoljubno veteransko združenje, namenjeno ohranjanju vrednot slovenskega osamosvojitvenega gibanja, katerega vodstvo sestoji iz vidnih članov in podpornikov SDS. Organizacija prireja javne govore, spominske slovesnosti ter se udeležuje tudi drugih dejavnosti.
SDS je bila deležna nekaj podpore s strani slovenske katoliške cerkve. Stranko podpira madžarski premier Viktor Orbán (Fidesz), predsednik sestrske stranke.

### S stranko povezani mediji
SDS ima v lasti oziroma je povezana s številnimi publikacijami, vključno z de facto glasilom stranke, Demokracijo, in tabloidom Škandal24 (katerih lastnik je založniška hiša Nova obzorja, slednja pa je v skupni lasti SDS in madžarskega tabloida Ripost, ki je tesno povezan z vladajočo madžarsko stranko Fidesz). Medijski konglomerat Nova24TV, ki sestoji iz televizijskega kanala in spletnega novičarskega portala, so ustanovili poslanci in člani SDS ter simpatizerji stranke, kasneje pa je tudi prejel denarna sredstva od madžarskih podjetij, povezanih s stranko Fidesz. Bližnji sodelavec SDS upravlja tudi spletni portal Politikis.
SDS je že večkrat ustvarjala nove medije v predvolilnem času, ki so prenehali izdajati kmalu po volitvah. Pri brezplačnih časopisih Slovenski tednik in Ekspres, ki sta se razdeljevala v času priprav na državnozborske volitve 2008, je bila kasneje odkrita neposredna povezava z SDS in njeno predvolilno kampanjo. Podobno je konec leta 2017 vzniknil nabor skupaj 13 lokalnih spletnih novičarskih portalov podobne grafične podobe, katerih uredniki so bili na podlagi javnih informacij povezani z SDS. Portali so bili predvsem informativne narave; objavljali so večinoma lokalne novice z občasnimi SDS-ju naklonjenimi političnimi objavami. Potencialen namen portalov bi lahko bil predvsem poskus vpliva na prihajajoče lokalne volitve. Tako kot Slovenski tednik in Ekspres je tudi Škandal24 oznanil, da bo dan po volitvah 2018 tiskana izdaja ukinjena in da bo tednik odslej deloval le še kot spletna publikacija.

## Podporniki
Vzporedne volitve in javnomnenjske raziskave kažejo, da med podporniki in volivci SDS prevladujejo osnovnošolsko izobraženi in starejši od 55 let. Z višanjem dosežene stopnje izobrazbe  med vprašanimi delež podpore stranki konstantno upada. 
Podporniki stranke SDS so, med drugimi, zgodovinarja Vasko Simoniti in Alenka Puhar, pisatelj Drago Jančar, teolog Janez Juhant ter pesnik Tone Kuntner. Javno jo podpirajo še nogometaš Miran Pavlin, smučarka Katja Koren, pevki Elda Viler in Marta Zore ter igralec in režiser Roman Končar.
Leta 2008 je SDS na svoji spletni strani neresnično za podpornike stranke označila številne znane Slovence. Stranka je znanim Slovencem razposlala prošnjo za komentarje delovanja iztekajoče se vlade 2004–2008, ki naj bi bili objavljeni v glasilu stranke. Čeprav jim ni bilo zastavljeno vprašanje, ali podpirajo SDS, in niso bili obveščeni, da bo njihovo ime navedeno med podporniki stranke, jih je SDS vseeno označila za svoje podpornike.

### Bivši podporniki
Številni vidni člani so SDS zapustili zaradi radikalizacije ideologije stranke in nesoglasij glede načina vodenja. Nekateri so ustanovili tudi nove politične stranke. Večina nekdanjih članov se je politično usmerila proti sredini, manjšina pa je SDS prekosila na skrajno desnem polu.
Nekdanji podporniki, zdaj kritiki in disidenti, ki so stranko zapustili, so Peter Jambrek, Gregor Virant in Jože P. Damijan. Miha Brejc je postal nezaželena oseba, ko je Gregor Virant ustanovil svojo stranko, ki jo je Peter Jambrek označil kot stranko "razžaljenih in ponižanih". Iz stranke je 11. julija 2015 izstopil tudi eden najbolj vidnih članov, nekdanji zunanji minister Dimitrij Rupel.  Med vidne nekdanje člane spadajo še nekdanji minister za notranje zadeve Dragutin Mate (zdaj kritik), in minister za šolstvo Žiga Turk, nekdanja poslanca SDS Andrej Čuš in Ivo Hvalica, ter Pučnikova "mati stranke" Vera Ban. Med nekdanjimi javnimi podporniki je tudi športnik Miran Pavlin.

## Organi stranke
- Predsednik: Janez Janša
- Podpredsednika: Jelka Godec, Romana Tomc, Aleš Hojs
- Vodja poslanske skupine: Jelka Godec
- Namestnika vodje poslanske skupine: Nada Brinovšek, Franc Rosec
- Predsednik sveta: Zvone Černač
- Predsednik strokovnega sveta: Janez Janša
- Generalni sekretar: Borut Dolanc
- Mednarodni sekretar: Peter Šuhel
- Izvršni odbor: 21 članov
- Nadzorni odbor: 7 članov
- Strokovni svet: 14 različnih sestav - odborov (po resorjih)

### Predsedniki stranke
- France Tomšič (16. februar 1989–november 1989)
- Jože Pučnik (november 1989–maj 1993)
- Janez Janša (maj 1993–danes)

### Poslanska skupina
Glej članek: Poslanska skupina Slovenske demokratske stranke

### Organiziranost

#### Organiziranost stranke
Stranka SDS je organizirana po teritorialnem principu v:
• v krajevne oziroma četrtne odbore, ki praviloma zajemajo del ene občine, 
• v občinske oziroma mestne odbore, ki zajemajo območje ene občine ali mestne občine,
• v regijske koordinacije SDS,
• na državni ravni, ki zajema območje Republike Slovenije in Evropske unije.

#### Organizacije pod okriljem stranke
Stranka ima podmladek, interesne organizacije in forume, ki so tako kot stranka organiizirani po teritorjalnem principu in načinu upravljanja:
Interesne organizacije:
• Klub seniorjev in seniork SDS (KSS) 
• Ženski odbor SDS (ŽO SDS)
• Slovenska demokratska mladina (SDM) 
• Delavska zveza SDS (aktivnost, delovanje?)
Forumi:
• Forumu za kmetijstvo in podeželje SDS
• Gospodarsko podjetniški forum SDS
• Krščanski forum SDS
• Kulturni forum SDS
• Športni forum SDS